# اولوستی (فلوریدا)
اولوستی (به انگلیسی: Olustee) یک منطقهٔ مسکونی در ایالات متحده آمریکا است که در شهرستان بیکر، فلوریدا واقع شده‌است. اولوستی ۴۹٫۰۷ متر بالاتر از سطح دریا قرار دارد.